# Paresseux à trois doigts
Bradypus tridactylus
Espèce
Statut de conservation UICN

 LC  : Préoccupation mineure
Répartition géographique
Le Paresseux à trois doigts (Bradypus tridactylus), aussi appelé Paresseux à gorge claire, Mouton paresseux ou Aï est un paresseux tridactyle qui habite la forêt pluviale tropicale. Ce paresseux vit dans les hauteurs de la canopée.

## Description

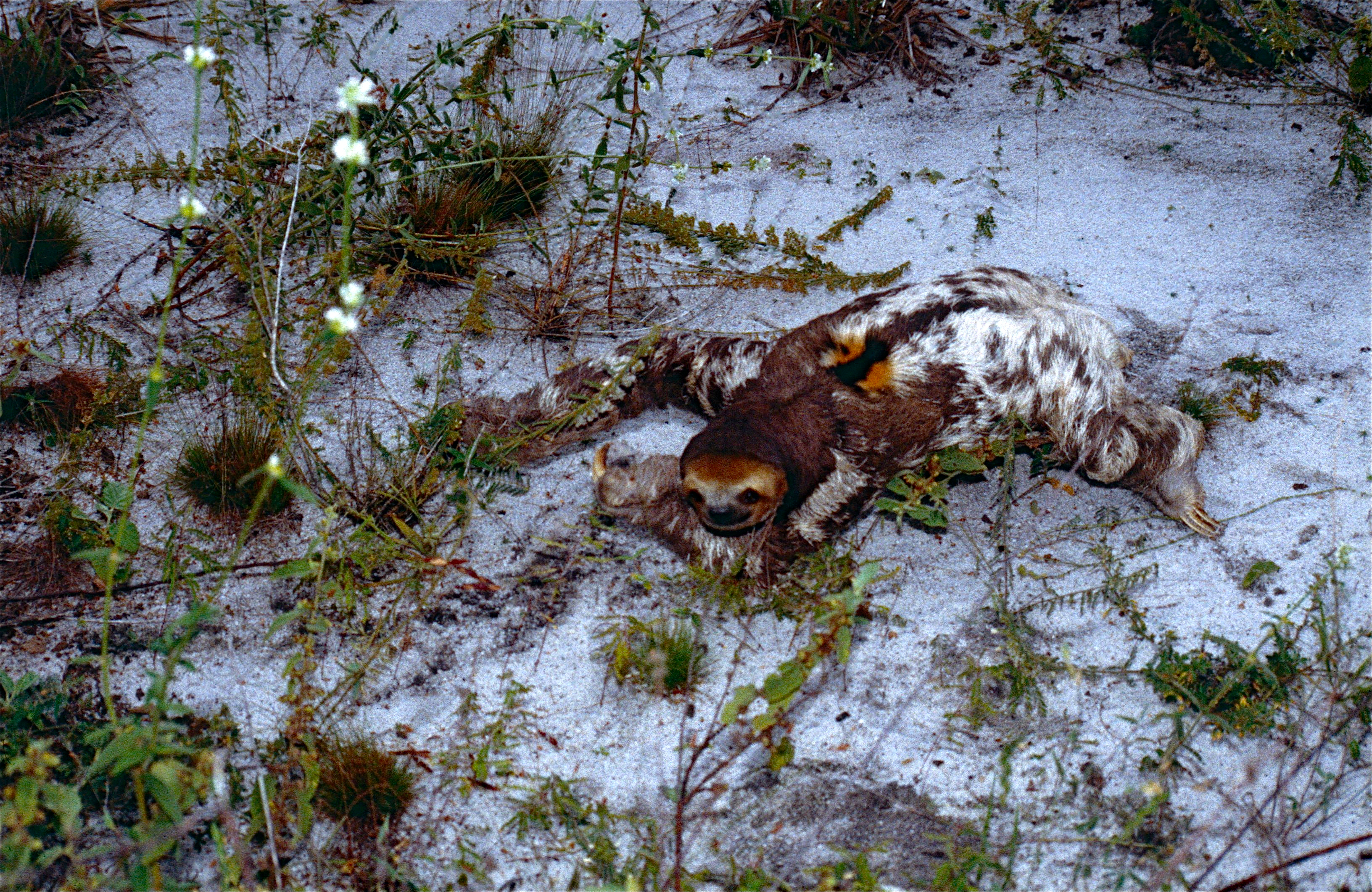
Bradypus tridactylus ♂ (Guyane, France).

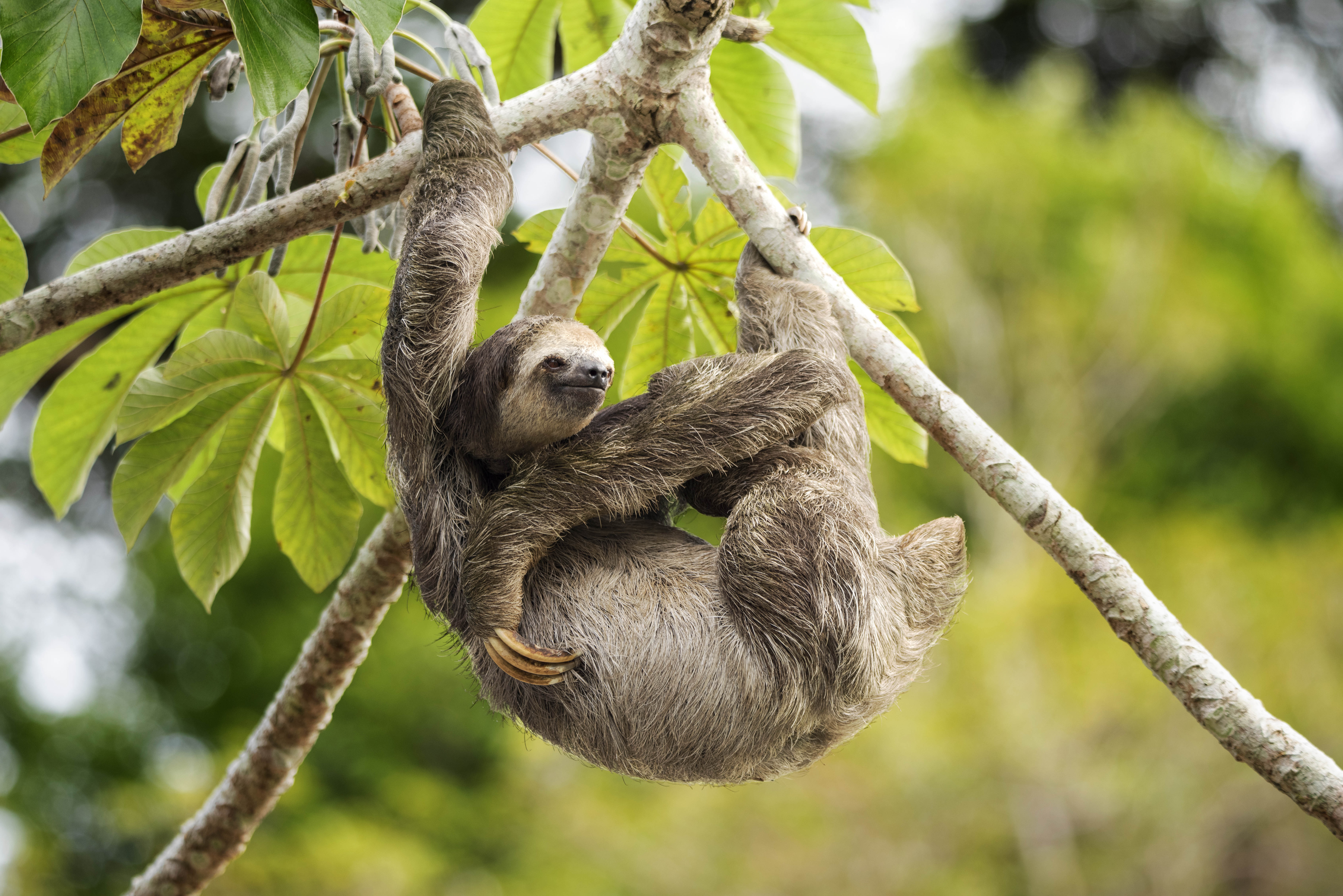
Un paresseux à trois doigts au Brésil, en Amazonie. Janvier 2021.

Sa queue et ses oreilles externes sont très peu développés, et sa tête est légèrement arrondie avec un nez émoussé. Son corps est recouvert d'un pelage long et rêche. De très petites algues chlorophylliennes vivent en symbiose dans les crevasses de ses poils, ce qui donne au paresseux une apparence verdâtre qui améliore son camouflage, ainsi qu'un supplément nutritif lorsque le paresseux lave son pelage avec sa langue. Les paresseux mâles portent sur leur dos une partie de peau apparente appelée « spéculum », de couleur orange et barrée longitudinalement d'une ligne sombre. Les femelles ont deux mamelles sur la poitrine. Le paresseux tridactyle est armé de griffes longues, très serrées, arquées et creuses, dont la griffe centrale est la plus grande.
Bradypus tridactylus atteint une taille comprise entre 45 cm et 75 cm. Ses membres sont longs et faibles, avec des extrémités antérieures près de deux fois plus grands que les postérieures. Le cou du paresseux tridactyle est formé de neuf vertèbres cervicales, qui lui procurent son extrême flexibilité.

## Distribution
Cette espèce se rencontre dans les pays suivants : Brésil, Guyana, Guyane, Suriname, Venezuela.

## Reproduction

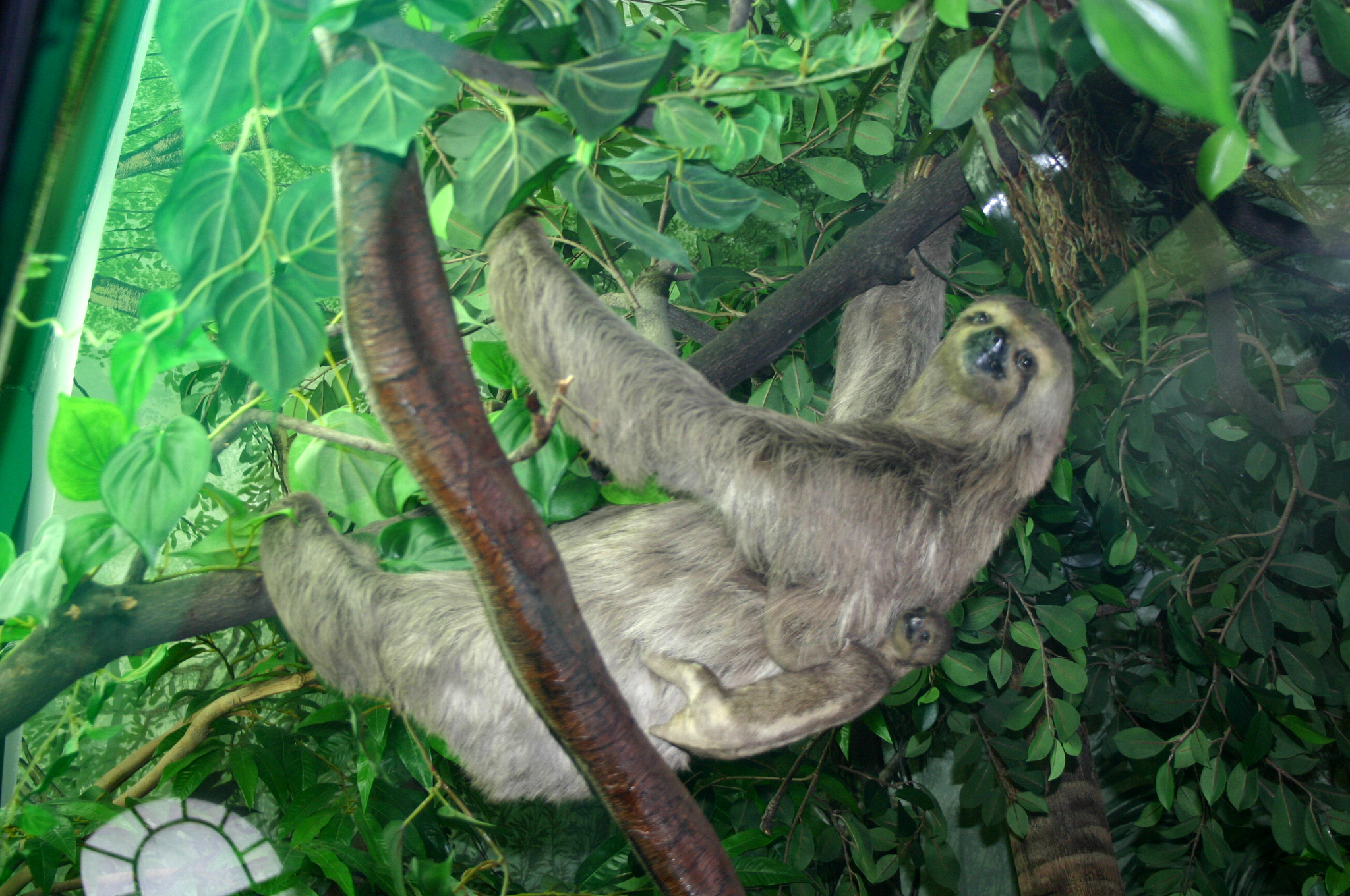
Bradypus tridactylus ♀ portant son petit.

Les paresseux ont une période de gestation de 6 mois, donnant habituellement naissance à un seul petit. Après la naissance, le jeune animal dépend de sa mère qui le porte sur son dos pendant 9 mois, bien qu'il soit sevré après 1 mois et se nourrisse de feuilles, comme ses parents.

### Sources
- Chiarello & members of the Edentate Specialist Group (2006). Bradypus tridactylus. Liste rouge de l'UICN 2006 sur les espèces menacées. UICN 2006. Les données comprennent une brève justification du classement de l'espèce en préoccupation mineure.
- Gardner, Alfred (November 16, 2005). in Wilson, D. E., and Reeder, D. M. (eds): Mammal Species of the World, 3rd edition, Johns Hopkins University Press, 100.  (ISBN 0-8018-8221-4)
- BBC Science and Nature, « Wildfacts - Pale throated Three-toed Sloth » (consulté le 2 janvier 2007)